# فردی جی
فردی جی (انگلیسی: Freddie Gee؛ 23 June 1872 – 1943) بازیکن فوتبال اهل بریتانیا بود. از باشگاه‌هایی که در آن بازی کرده‌است می‌توان به باشگاه فوتبال استوک سیتی اشاره کرد.